# Малашевіче-Малі
Малашевіче-Малі, або Малашевичі Малі (пол. Małaszewicze Małe) — село в Польщі, у гміні Тереспіль Більського повіту Люблінського воєводства. Населення — 542 особи (2011).

## Історія
На Варшавському сеймі в березні 1659 року маєток у волості Малашевичі був наданий у володіння українському козацькому дипломатові Павлові Тетері.
За даними етнографічної експедиції 1869—1870 років під керівництвом Павла Чубинського, у селі переважно проживали греко-католики, які розмовляли українською мовою.
У 1917—1918 роках у селі Малашевичі діяла українська школа, заснована 22 жовтня 1917 року, у якій навчалося 30 учнів, учитель — Е. Пазинський.
У 1975—1998 роках село належало до Білопідляського воєводства.

## Населення
Демографічна структура станом на 31 березня 2011 року:
|          | Загалом | Допрацездатний вік | Працездатний вік | Постпрацездатний вік |
| -------- | ------- | ------------------ | ---------------- | -------------------- |
| Чоловіки | 273     | 62                 | 174              | 37                   |
| Жінки    | 269     | 62                 | 145              | 62                   |
| Разом    | 542     | 124                | 319              | 99                   |